# Ampung Siala
Ampung Siala is een bestuurslaag in het regentschap Mandailing Natal van de provincie Noord-Sumatra, Indonesië. Ampung Siala telt 1130 inwoners (volkstelling 2010).